# Mansión de Stende
La Mansión de Stende (en letón: Stendes muižas pils), también llamada Mansión de Dižstende, es una casa señorial en la parroquia de Lībagi en el municipio de Talsi en la región histórica de Curlandia, en el oeste de Letonia.

## Historia
Fue construida originalmente como estructura de una planta entre 1820 y 1848. Una segunda planta fue añadida al edificio principal entre 1848 y 1858. La mansión fue convertida en apartamentos después de 1925 y se usó así después de la Segunda Guerra Mundial. La Mansión de Stende es una de las antiguas propiedades rurales letonas y de Talsi, bien conservada hasta día de hoy, porque siempre ha sido ocupada y conservada. Pueden verse todavía fragmentos de un castillo medieval anterior en la finca.